# Silvino Francisco
Silvino Francisco (* 3. Mai 1946 in Kapstadt; † 14. Dezember 2024) war ein südafrikanischer Snooker- und English-Billiards-Spieler, der nach mehreren Amateurerfolgen zur Saison 1978/79 Profispieler wurde. Seine Karriere, in der er mit dem Gewinn der British Open 1985 seinen größten Erfolg feierte, endete nach der Saison 1996/97, als er wegen Cannabis-Schmuggels zu einer Haftstrafe verurteilt wurde und damit seine Profikarriere beendet wurde.

## Leben

### Anfänge als Amateur
Francisco wurde als Sohn eines portugiesischen Fischers, der nach Kapstadt ausgewandert war und dort ein Restaurant eröffnet hatte, geboren. Nachdem er 1968 und 1969 die südafrikanische Snooker-Meisterschaft gewonnen hatte, siegte er 1972 und 1973 im English-Billiards-Pendant. Ein Jahr später holte er sich zum dritten Mal den Snooker-Meistertitel, indem er Mike Hines mit 7:0 besiegte. 1975 siegte er wieder in der English-Billiards-Meisterschaft.
1976 nahm Francisco zusammen mit seinem Mannie genannten Bruder Manuel, der Finalist der Amateurweltmeisterschaft im English Billiards und der Snooker-Amateurweltmeisterschaft war, an der Snooker-Amateurweltmeisterschaft teil, wo Silvino in der Gruppenphase unter anderem Terry Griffiths und Paul Mifsud besiegte und diese überstand. Im Viertelfinale kam es zum direkten Aufeinandertreffen der beiden Brüder, das Silvino mit 5:1 für sich entschied. Im Halbfinale scheiterte er jedoch am späteren Sieger, dem Profispieler Doug Mountjoy. Ein Jahr später gewann Francisco nochmals die südafrikanische Snooker-Meisterschaft.

### Erste Profijahre
Zur Saison 1978/79 wurde Francisco Profispieler. Jedoch nahm er in den ersten Jahren nur an wenigen Turnieren teil, da er erst 1982 nach England umzog. In der Zwischenzeit brachte er seine Karriere als Manager eines südafrikanischen Ölkonzerns voran. Sein erstes Profispiel bestritt er im Rahmen der South African Professional Championship 1978, als er im Finale mit 5:9 an Perrie Mans scheiterte. Ein Jahr später spielte er beim in Südafrika ausgetragenen Limosin International mit, wo er bei seinem 8:4-Sieg über Perrie Mans mit einem 137er-Break das höchste Break seiner Karriere spielte. Im Halbfinale des Turniers scheiterte er am Engländer John Spencer. Kurz darauf nahm er wieder an der South African Professional Championship teil, bei der er im Halbfinale Jimmy van Rensberg unterlag.
Seine nächste Teilnahme an einem Profiturnier, die zugleich seine erste Teilnahme an einem Weltranglistenturnier darstellte, erfolgte kurz nach seinem Umzug nach England 1982. Dabei sorgte er für eine kleine Sensation, als er sich mit einem 9:0-Sieg über Chris Ross und einem 9:1-Sieg über Paddy Morgan für die Endrunde der Snookerweltmeisterschaft im Crucible Theatre qualifizierte. Dort besiegte er überraschend Dennis Taylor und Dean Reynolds, ehe er im Viertelfinale an Ray Reardon scheiterte. Aus dieser Viertelfinalteilnahme folgte Franciscos erste Platzierung in der Weltrangliste und er startete in der darauffolgenden Saison auf Platz 17.
Dadurch musste Francisco im nächsten Jahr zur Qualifikation für die Hauptrunde der Snookerweltmeisterschaft lediglich eine Qualifikationsrunde überstehen, die er auch mit einem 10:5-Sieg über Billy Kelly erfolgreich abschloss. Jedoch scheiterte er diesmal im Crucible Theatre bereits in der Runde der letzten 32, da sich Dennis Taylor mit einem 10:9 für die Vorjahresniederlage revanchierte. Kurz darauf nahm Francisco am Pontins Brean Sands teil, wo er nach überstandener Gruppenphase im Halbfinale John Virgo mit 5:0 besiegte, jedoch im Finale mit 7:9 an Tony Meo scheiterte. In der Weltrangliste konnte er seinen 17. Weltranglistenplatz nicht halten und rutschte auf Platz 21 ab.

### Aufstieg in die erweiterte Weltspitze und Gewinn der British Open 1985
Zur Saison 1983/84 kündigte Francisco seinen Job und wurde Vollzeitprofi. Diese Spielzeit begann für Francisco mit einem Einzug in das Viertelfinale der International Open, wo er nach Siegen über Mike Darrington, Kirk Stevens und Jim Donnelly an Steve Davis scheiterte. Beim anschließenden Professional Players Tournament besiegte er Mario Morra und George Scott, ehe er im Achtelfinale dem späteren Sieger Tony Knowles unterlag. Nachdem er beim Pot Black Cup nach einem Sieg über Ray Reardon an Terry Griffiths gescheitert war, erreichte er beim Classic mit einem erneuten Sieg über Mario Morra sowie einem Sieg über dessen Landsmann Cliff Thorburn das Achtelfinale, wo er jedoch gegen Mark Wildman ausschied. Mit einem 10:3-Sieg über Jimmy van Rensberg gelang ihm schließlich die Qualifikation für die Endrunde der Snookerweltmeisterschaft, in der er nach einem Sieg über Tony Meo im Achtelfinale Ray Reardon unterlag. Zum Saisonende wurde Francisco erstmals zum Pontins Professional eingeladen, wo er jedoch erneut an Reardon scheiterte. Auf der Weltrangliste platzierte er sich erneut auf dem 17. Platz.
Die nächste Saison begann für Francisco mit den International Open, bei denen er Billy Kelly, John Spencer und John Virgo besiegte und im Viertelfinale von der kampflosen Aufgabe von Dennis Taylor – bedingt durch den plötzlichen Tod seiner Mutter – profitierte, ehe er im Halbfinale gegen Tony Knowles verlor. Nachdem er beim Grand Prix das Achtelfinale und bei der UK Championship die Runde der letzten 32 erreicht hatte, schied er auch beim Classic in der Runde der letzten 32 aus. Bei den anschließenden British Open gelangen ihm Siege über Tony Kearney, Jimmy White, Bob Chaperon, Tony Meo und Alex Higgins, sodass er sein erstes Finale eines Ranglistenturniers erreichte. Francisco ging mit 5:0 und 9:4 in Führung und gewann schließlich mit 12:9 das Finale gegen Kirk Stevens. Dabei verursachte Francisco den ersten Drogenskandal des Snookersports, indem er Stevens mit dem Vorwurf, dass Stevens unter dem Einfluss von Aufputschmitteln spielen würde, konfrontierte und dies unbeabsichtigt von einem Reporter mitgeschnitten wurde, welcher es wiederum publizierte. Für Francisco endete die Saison mit einer Niederlage gegen Dennis Taylor, der das Turnier schließlich gewann, in der ersten Hauptrunde der Snookerweltmeisterschaft, nachdem er sich für diese durch einen Sieg über Paul Medati qualifiziert hatte. In der Weltrangliste verbesserte er sich auf den 13. Platz.

### Etablierung in den Top 10 der Weltrangliste
Nach drei Auftaktniederlagen und einer Halbfinalteilnahme beim Einladungsturnier Scottish Masters erreichte Francisco in der Saison 1985/86 beim Grand Prix das Viertelfinale, in dem er an Steve Davis scheiterte. Nachdem er bei der UK Championship das Achtelfinale erreicht hatte, verlor er beim Classic sein Auftaktspiel gegen Stephen Hendry und beim Masters, zu dem er erstmals eingeladen worden war, sein Auftaktspiel gegen Tony Knowles. Anschließend verlor er nach Sieg über Tony Jones bei den British Open in der Runde der letzten 32 gegen Murdo MacLeod, ehe er nach einem Sieg über Rex Williams im Achtelfinale der Snookerweltmeisterschaft zum wiederholten Male gegen Tony Knowles verlor. In der Weltrangliste machte er einen weiteren Platz gut und war in der folgenden Saison auf dem 12. Platz gelistet.
Die nächste Saison begann für Francisco mit dem Sieg bei der South African Professional Championship, als er im Finale François Ellis mit 9:1 besiegte. Anschließend besiegte er Steve Newbury, John Virgo und Dennis Taylor bei den International Open, ehe er im Viertelfinale seinem Neffen Peter unterlag. Kurz darauf zog er beim Grand Prix ins Halbfinale ein und verlor dort gegen Jimmy White, ehe er bei der UK Championship in der zweiten Hauptrunde an Dean Reynolds scheiterte. Im neuen Jahr erreichte er beim Classic mit Siegen über Jimmy van Rensberg, Bob Harris und seinen Neffen das Viertelfinale, das er gegen Stephen Hendry verlor. Anschließend wurde er wegen seiner Weltranglistenposition wieder zum Masters eingeladen und besiegte dort Tony Knowles, ehe er im Viertelfinale an Dennis Taylor scheiterte. Bei den British Open schied er gegen Cliff Wilson in der Runde der letzten 32 aus, ehe er in der Hauptrunde der Snookerweltmeisterschaft den Australier John Campbell besiegte, um eine Runde später gegen Mike Hallett zu verlieren. In der folgenden Saison wurde Francisco auf dem zehnten Rang gelistet, welcher seine beste Weltranglistenplatzierung blieb.
Die Saison 1987/88 startete für Francisco mit Siegen über Warren King und Bill Werbeniuk und einer Niederlage gegen Eugene Hughes im Viertelfinale bei den International Open, ehe er beim Grand Prix in der Runde der letzten 32 an Gary Wilkinson scheiterte. Anschließend erreichte er sowohl bei der UK Championship als auch beim Classic das Achtelfinale, wo er gegen Terry Griffiths bzw. Stephen Hendry ausschied. Nach einer Auftaktniederlage beim Masters verlor er auch bei den British Open in der Runde der letzten 32 gegen Gary Wilkinson, ehe Francisco die Saison mit einer 7:10-Niederlage gegen Eddie Charlton in der ersten Hauptrunde der Snookerweltmeisterschaft beendete. Auf der Weltrangliste rutschte er wieder auf den zwölften Platz ab.

### Jahre in den Top 30 und Wettskandal beim Masters 1989
Nach einer Niederlage in der Runde der letzten 32 der International Open gegen Bob Chaperon verlor Francisco in der Saison 1988/89 die folgenden beiden Auftaktspiele gegen Nigel Gilbert und Murdo MacLeod. Bei der UK Championship besiegte er Paul Medati mit 9:8 und verlor anschließend gegen Barry West, ehe er beim Classic von der kampflosen Aufgabe Bill Werbeniuks profitierte und nach einem Sieg über Tony Meo an John Parrott scheiterte. Kurz darauf verlor er beim Masters mit 1:5 gegen Terry Griffiths und löste damit einen Wettskandal aus, da es zahlreiche Wetten auf dieses Ergebnis gegeben hatte. Francisco wurde infolgedessen verhaftet, jedoch wurde er kurz darauf ohne Anklage freigelassen, da man zu der Ansicht kam, dass besonders große Gewinnchancen der Auslöser für die zahlreichen Wetten waren. Jedoch kam Francisco auch durch andere Wettunstimmigkeiten, eine geplatzte Hochzeit und Sehstörungen in die Nachrichten. In der Folge verschlechterten sich seine Ergebnisse. So musste er zwei weitere Auftaktniederlagen einstecken. Erst bei der Snookerweltmeisterschaft gewann er gegen Joe O’Boye ein Spiel, scheiterte dann aber im Achtelfinale an Terry Griffiths. Des Weiteren hatte er während der Saison mit dem Team Rest of the World um den Neuseeländer Dene O’Kane, den Malteser Tony Drago und ihm das Finale des World Cups erreicht, um dort mit 8:9 gegen das englische Team um Steve Davis, Jimmy White und Neal Foulds zu verlieren. In der Weltrangliste war er währenddessen aus den Top 16 gerutscht und belegte in der kommenden Saison den 23. Platz, durch den er nicht mehr zum Masters eingeladen wurde und sich für die Endrunde der Snookerweltmeisterschaft qualifizieren musste.
Nach einer Auftaktniederlage zu Beginn der nächsten Saison erreichte Francisco durch Siege über John Spencer, Ian Graham und Tony Knowles das Viertelfinale der Asian Open, in dem er am thailändischen Lokalmatador James Wattana scheiterte. In den folgenden vier Turnieren gewann Francisco jedoch nur bei den International Open sein Auftaktspiel, um kurz darauf an Nigel Bond zu scheitern. Nachdem er beim auch UK Championship nach einem Sieg über Steve Longworth die Runde der letzten 32 erreicht hatte und dort gegen Alain Robidoux verloren hatte, erreichte er beim Classic nach Siegen über Colin Roscoe, Ian Brumby, Mark Rowing und Dene O’Kane das Halbfinale, in dem er sich dem Australier Warren King geschlagen geben musste. Anschließend verlor er sein Auftaktspiel bei den British Open und schied bei den European Open in der Runde der letzten 32 gegen Mark Bennett aus, ehe er die Saison mit einer 7:10-Niederlage in der finalen Qualifikationsrunde für die Snookerweltmeisterschaft gegen Gary Wilkinson die Saison beendete. In der Weltrangliste verlor er drei weitere Plätze.
Auch die Saison 1990/91 begann mit einer Auftaktniederlage, ehe Francisco beim Grand Prix die Runde der letzten 32 erreichte. Anschließend erreichte Francisco sowohl bei den Asian Open als auch beim Dubai Classic und auch beim UK Championship das Achtelfinale, wo er kampflos aufgab bzw. gegen Gary Wilkinson und Alan McManus verlor. McManus war für Francisco auch bei der Benson and Hedges Satellite Championship nach Siegen über Franky Chan, Steve Duggan und Marcel Gauvreau in der Runde der letzten 32 sein Besieger, ehe er nach einer Auftaktniederlage beim Classic beim Einzelwettbewerb der Männer beim World Masters in der Runde der letzten 32 an Mike Hallett scheiterte. Auch bei den British Open schied er in ebenjener Runde aus, ehe er die Saison mit zwei Auftaktniederlagen beendete. In der Weltrangliste gewann Francisco zwei Plätze und konnte Boden gut machen.

### Absturz auf Weltranglistenplatz 57
Zum Start in die Saison 1991/92 nahm Francisco an der World Seniors Championship teil, bei der er nach einem Sieg über Alex Higgins im Viertelfinale an Eddie Charlton scheiterte. Anschließend scheiterte er in der Runde der letzten 32 beim Dubai Classic nach einem Sieg über Craig Edwards an Martin Clark, ehe er beim Grand Prix mit Siegen über Steve Duggan und Dean Reynolds das Achtelfinale erreichte und dort an Stephen Hendry scheiterte. Nachdem er auch bei der Benson and Hedges Satellite Championship das Achtelfinale erreicht und dort gegen Tony Drago verloren hatte, musste er bei der UK Championship eine Auftaktniederlage gegen David McDonnell einstecken. Anschließend zog er beim Classic, bei den Asian Open, bei den Welsh Open und bei den British Open stets in die Runde der letzten 32 ein, um dort gegen Alain Robidoux, Martin Clark, Neal Foulds bzw. Gary Wilkinson zu verlieren. Zum Saisonende verlor er jedoch drei Auftaktspiele in Folge und verlor deshalb vier Plätze in der Weltrangliste.
Die nächste Saison begann für Francisco mit einem Einzug in die Runde der letzten 32 des Dubai Classic, wo er nach einem Sieg über Troy Shaw an Willie Thorne scheiterte, ehe er nach einer Auftaktniederlage beim Grand Prix bei der Benson & Hedges Championship die Runde der letzten 64 erreichte. Anschließend verlor er zwei Auftaktspiele in Folge, ehe er bei zwei Events der Strachan Challenge die Runde der letzten 64 und bei den Welsh Open die Runde der letzten 32 erreichte. Nachdem er schon bei den European Open eine Auftaktniederlage hatte einstecken müssen, verlor er auch nach einer Zweitrundenniederlage gegen Ian Graham bei den British Open bei den Asian Open sein Auftaktspiel. Kurz darauf zog er bei den International Open ins Achtelfinale ein und unterlag dort Steve Davis, bevor er die Saison mit einer 6:10-Niederlage gegen Brian Morgan in der finalen Qualifikationsrunde für die Snookerweltmeisterschaft beendete. In der Weltrangliste rutschte er auf den 33. Platz ab.
Die Saison 1993/94 begann für Francisco mit einem Einzug in die Runde der letzten 64 des Dubai Classic und einer Niederlage dort gegen Steve Meakin, ehe er fünf Auftaktniederlagen in Folge einstecken musste. Dabei verlor er vor allem gegen aufstrebende Tourneulinge wie den späteren Weltmeister John Higgins oder auch Stephen Lee, jedoch auch gegen langjährige Profis wie Tommy Murphy. Bei den International Open zog er schließlich in die Runde der letzten 64 ein und verlor dort gegen Stephen Hendry, anschließend erreichte er beim ersten Event der Strachan Challenge 1994 die Runde der letzten 64, um gegen Robert Marshall zu verlieren. Doch Francisco beendete die Saison mit vier weiteren Auftaktniederlagen, unter anderem gegen Mark Williams und Mark King. Aus diesem Grunde rutschte Francisco zum Saisonende auf den 57. Weltranglistenplatz ab.

### Letzte Profijahre und Ende der Profikarriere mit der Gefängnisstrafe 1997
Wie auch schon in der letzten Saison begann Francisco die Saison 1994/95 mit einem Einzug in die Runde der letzten 64 beim Dubai Classic, ehe er vier Auftaktniederlagen einstecken musste. Anschließend zog er sowohl bei den Welsh Open als auch bei den International Open in die Runde der letzten 64 ein, um dort an Stephen Hendry beziehungsweise Jason Ferguson zu scheitern. Francisco beendete die Saison mit drei weiteren Auftaktniederlagen, sodass er auf den 81. Weltranglistenplatz abstürzte. Da die Profitour zu der Zeit aber offen war, konnte er weiter an den großen Turnieren teilnehmen, musste aber mehr Qualifikationsrunden überstehen.
Die nächste Saison begann für Francisco mit einer Auftaktniederlage beim Thailand Classic gegen Dermot McGlinchey, ehe er beim Grand Prix durch Siege über Jamie Bodle, John Bayliss und Alex Higgins die Runde der letzten 64 erreichte und dort an Willie Thorne scheiterte. Nach einer Auftaktniederlage bei der UK Championship besiegte er bei den German Open den Engländer Paul Clarke, um in der Runde der letzten 128 an Yasin Merchant zu scheitern. Anschließend verlor er drei Auftaktspiele, bis er bei den Thailand Open Mike Dunn besiegte und anschließend an Robert Milkins scheiterte. Zum Saisonende verlor Francisco seine beiden Auftaktspiele gegen John Lardner und Graeme Dott, sodass er weiter bis auf den 125. Weltranglistenplatz fiel.
Die Saison 1996/97 war von persönlichen Problemen überschattet. Francisco, der als häufiger Spieler bekannt war, konnte im Dezember 1996 einer Steuerforderung von 100.000 Pfund Sterling nicht nachkommen und wurde infolgedessen für insolvent erklärt. Zugleich konnte er auch nicht auf finanzielle Hilfe von seinem Neffen Peter hoffen, da dieser wegen Wettbetrugs gesperrt worden war. Spielerisch gesehen begann er die Saison mit einem Sieg über Alfie Burden und dem damit verbundenen Einzug in die Runde der letzten 128 des Asian Classics, wo er gegen Martin Dziewialtowski verlor. Nach vier Auftaktniederlagen erreichte er die Runde der letzten 128 der European Open und verlor dort gegen Gerard Greene, bevor er bei den Thailand Open mit Siegen über Munraj Pal, Troy Shaw und Karl Broughton in die Runde der letzten 64 einzog, um dort an Dominic Dale zu scheitern. Die Saison beendete er mit zwei weiteren Auftaktniederlagen, unter anderem mit einer 6:10-Niederlage gegen Paul Sweeny in der Qualifikation für die Snookerweltmeisterschaft. Zum Ende der Saison stürzte Francisco auf den 166. Weltranglistenplatz ab. Weil sich Franciscos Vermögen immer weiter verringerte, arbeitete er nachts in einem Fish-and-Chips-Shop, um wenigstens etwas Geld zu verdienen. Nach der Saison wurde er in Dover verhaftet, als Cannabis im Wert von 155.000 £ in seinem Auto gefunden wurde. Infolgedessen wurde er wegen des Schmuggels von Cannabis angeklagt und musste nach der Verurteilung eine dreijährige Haftstrafe verbüßen. Dadurch wurde seine Karriere zwangsweise beendet.
Francisco verstarb am 14. Dezember 2024 im Alter von 78 Jahren.

## Erfolge
| Ausgang         | Jahr | Turnier                                         | Finalgegner                         | Ergebnis  |
| --------------- | ---- | ----------------------------------------------- | ----------------------------------- | --------- |
| Amateurturniere |      |                                                 |                                     |           |
| Sieger          | 1968 | Südafrikanische Snooker-Meisterschaft           | unbekannt                           | unbekannt |
| Sieger          | 1969 | Südafrikanische Snooker-Meisterschaft           | unbekannt                           | unbekannt |
| Sieger          | 1972 | Südafrikanische English-Billiards-Meisterschaft | unbekannt                           | unbekannt |
| Sieger          | 1973 | Südafrikanische English-Billiards-Meisterschaft | unbekannt                           | unbekannt |
| Sieger          | 1974 | Südafrikanische Snooker-Meisterschaft           | Mike Hines                          | 7:0       |
| Sieger          | 1975 | Südafrikanische English-Billiards-Meisterschaft | unbekannt                           | unbekannt |
| Profiturniere   |      |                                                 |                                     |           |
| Zweiter         | 1978 | South African Professional Championship         | Perrie Mans                         | 5:9       |
| Zweiter         | 1983 | Pontins Brean Sands                             | Tony Meo                            | 7:9       |
| Sieger          | 1985 | British Open                                    | Kirk Stevens                        | 12:9      |
| Sieger          | 1986 | South African Professional Championship         | François Ellis                      | 9:1       |
| Teamwettbewerbe |      |                                                 |                                     |           |
| Zweiter         | 1989 | World Cup mit Dene O’Kane und Tony Drago        | Steve Davis Jimmy White Neal Foulds | 8:9       |

## Sonstiges
Francisco war der Bruder von Manuel „Mannie“ Francisco, der selbst mehrere Erfolge als Amateur verbuchen konnte, sowie der Onkel von Peter Francisco, der ebenfalls mehrere Amateurerfolge feiern konnte und auf der Profitour zeitweise den 14. Weltranglistenplatz innehatte. Francisco selbst arbeitete vierzehn Jahre lang für den Snookertischhersteller Thurston’s, weshalb er einer der wenigen Snookerspieler war, die einen Tisch sowohl montieren als auch bespielen konnte.